# OnePlus 6
OnePlus 6 (abbreviato in OP6) è uno smartphone Android realizzato da OnePlus. È stato presentato il 16 maggio 2018 e messo in vendita a partire dal 22 maggio 2018.

## Storia
Nel marzo 2018, è stato annunciato che il telefono avrebbe avuto una "tacca", ma che ci sarebbe stata un'opzione per nasconderla. Il 2 aprile 2018, è stato confermato che l'edizione premium di OnePlus 6 avrebbe avuto il processore Snapdragon 845, 8 GB di RAM e 256 GB di memoria interna.

## Specifiche tecniche

### Hardware
OnePlus 6 è dotato di un display 18:9 AMOLED Full HD da 6.03 pollici con una densità di pixel di 402ppi. Il corpo del dispositivo è realizzato interamente in alluminio anodizzato, il display utilizza una protezione 2.5D Gorilla Glass 5 e, un rivestimento ceramico per il sensore di impronte digitali che si trova nella parte posteriore del telefono. Il 6 utilizza il processore Qualcomm Snapdragon 845 e viene fornito con la scelta di 6 o 8 GB di RAM e 64 GB, 128 GB o 256 GB di memoria interna non espandibili. È dotato di una batteria Dash Charge non rimovibile da 3.300 mAh. Il dispositivo presenta una combinazione di un obiettivo principale da 16 MP e un obiettivo secondario da 20 MP situato sul retro del dispositivo, entrambi 4K e con un'apertura di F / 1.7. Il telefono mantiene il jack per cuffie da 3,5 mm.

### Software
OnePlus 6 viene fornito con Android 8.1 Oreo e utilizza l'interfaccia utente OxygenOS. Il 21 settembre 2018 è stata rilasciata da OnePlus la versione Android 9.0 Pie